# MP 18
MP 18 är en tysk kulsprutepistol som användes i liten skala under slutet av första världskriget. Den var en inflytelserik konstruktion som fungerade som basis för många efterföljande kulsprutepistoler.

## Historik

### Första världskriget
Tyskland började redan 1915 utveckla automatvapen i pistolkaliber för närstrid i skyttegravskriget på västfronten under första världskriget. Helautomatiska versioner av Luger P08 och Mauser C96-pistolen utvecklades men båda befanns svåra att kontrollera vid automateld och hade en för hög eldhastighet. 1917 utvecklade så Hugo Schmeisser ett nytt vapen som fick beteckningen MP 18. MP 18 använde samma pipa och trummagasin som på artillerilugern ("Lange Pistole 08") för att underlätta produktionen för krigsindustrin. Avsikten var att varje tyskt infanterikompani skulle ha en kulsprutepistolgrupp bestående av en skytt och sex ammunitionsmanskap. Den hann dock inte utdelas till så värst många trupper innan kriget tog slut, cirka 5.000 exemplar tillverkades som mest. Vapnet fick inte särskilt stor inverkan på krigets gång och nämns inte med namn i Versaillefördragets bestämmelser över vilka sorts vapen Tyskland var förbjudet att tillverka och inneha (till skillnad från många andra vapen).

### Mellankrigstiden
Efter kriget överfördes existerande MP 18 till Weimarrepublikens polis, vapnen fick då möjligen nya serienummer vilket skulle förklara varför det finns exemplar med serienummer över 30.000 trots att det bedöms att endast cirka 5.000 tillverkats. Ett antal MP 18 överfördes också efter krigsslutet till Frankrike, som dock inte använde dem i någon större utsträckning då de fortfarande fanns i lager 1939. Under 1920-talet utvecklades ett stavmagasin som ersatte det inte lika funktionssäkra trummagasinet.

#### MP 28
1928 återupptogs produktionen av MP 18 i något modifierad form som MP 28 som hade det nya stavmagasinet som standard, en enkelskottsfunktion och bajonettfäste med mera. Modellen tillverkades även i Belgien och Spanien för export över hela världen, bland annat till Kina och Sydamerika. MP 28 kopierades av britterna under andra världskriget under namnet Lanchester, denna kopia användes av Royal Navys äntringstrupper och tillverkades i cirka 10.000 exemplar. Lanchester hade ett fäste för en längre bajonett och ett 50-skotts stavmagasin med flera mindre skillnader från MP 28.

### Andra världskriget
Det fanns år 1939 fortfarande en betydande mängd MP 18 och MP 28 i cirkulation, och när andra världskriget bröt ut användes de åter i strid. Vid krigets slut 1945 fanns de inte endast i tyska händer, utan också i diverse motståndsrörelsers arsenaler. 